# 詹仕偉
詹仕偉（英語：Snoopy Chan，1997年1月8日—，台灣男歌手，前C.T.O成員。

## 簡歷
2018年6月14日正式以C.T.O男團成員身份出道，7月18日隨組合發行首張專輯《CTO》，2018年7月10日，在花蓮夏戀嘉年華 首次登台表演 。2019年4月，隨C.T.O入圍HITO流行音樂獎最受歡迎新人獎 。2019年7月5日，隨組合推出團體第二張專輯《STARTIT》。2019年8月31日，參加組合首場團體演唱會《2019 C.T.O <START IT> First Concert》
2020年6月，C.T.O全體成員參與優酷選秀節目《少年之名》。8月，李振緯與Jonathon Chu成立音樂廠牌「J.WINBRAVECREW」，並於9月4日推出首張個人單曲《Gotta Know》。10月13日，薛恩、詹仕偉、翁宇慶、李振緯赴韓國錄製實境秀「C.T.O Project : The Survival」，正式在韓國出道
2021年2月18日，發佈首張韓文單曲《Oh! That girl》MV。2月24日，首次登上MBCMusic電視台音樂舞台節目《Show Champion》正式出道舞台。3月19日，發佈單曲《Oh! That girl》中文版MV。
2023年5月，詹仕偉參與ViuTV真人選秀節目《全民造星V》。6月14日，C.T.O透過官方社群平台宣佈詹仕偉、翁宇慶、李振緯退出團體。
2023年7月16日，獲得《全民造星V》總決賽第九名。
2023年10月16日，跟Jason 雷濠權合作歌曲 《Endless Journey》。